# یوجین وانگ

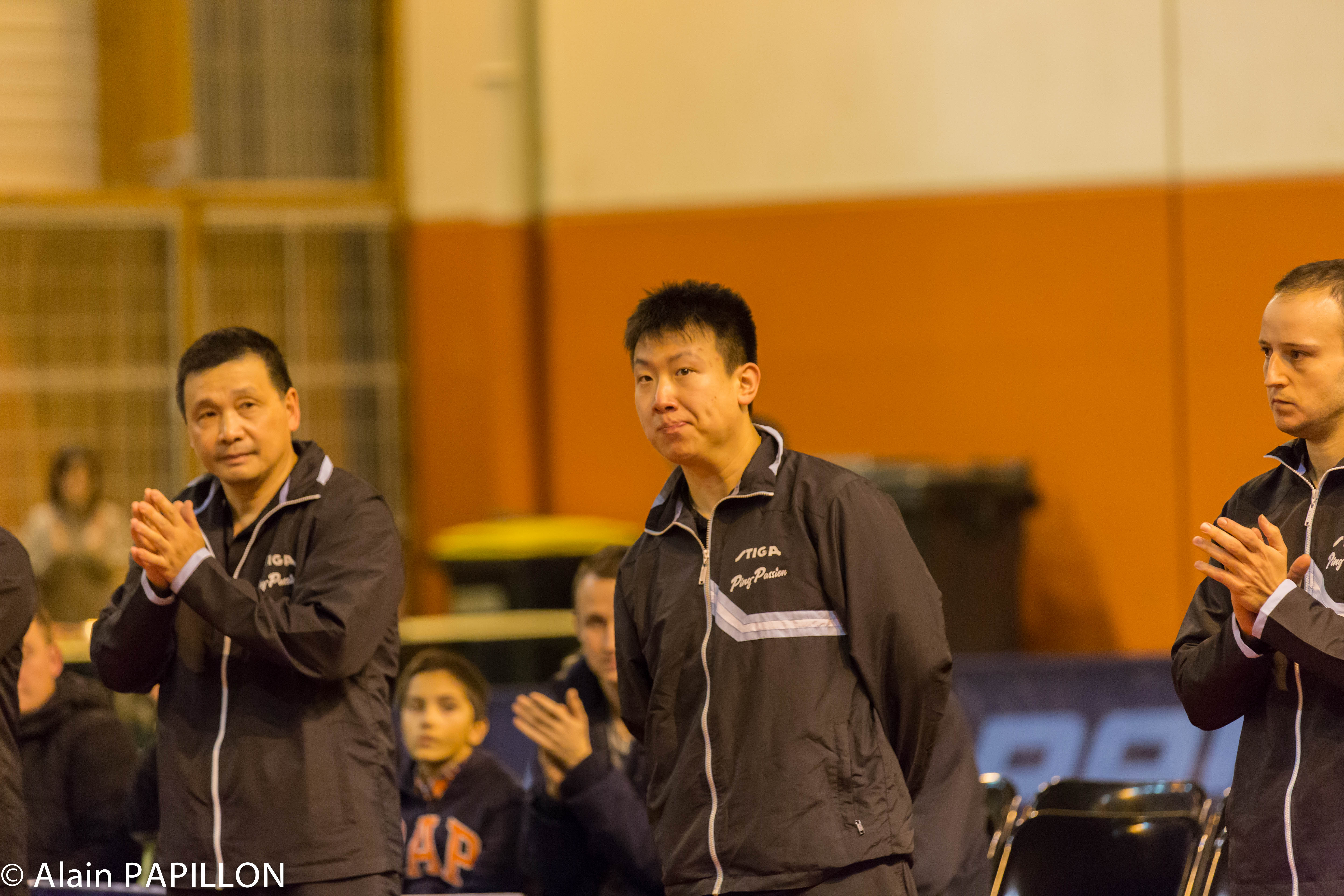
یوجین وانگ (وسط) - ۲۰۱۴

یوجین وانگ (انگلیسی: Eugene Wang؛ زادهٔ ۱۳ نوامبر ۱۹۸۵) یک بازیکن تنیس روی میز اهل کانادا است.
وی در مسابقات کشوری و بین‌المللی در مجموع برنده ۲ مدال برنز شده‌است.